# Idalia (Colorado)
Idalia es un lugar designado por el censo ubicado en el condado de Yuma en el estado estadounidense de Colorado. En el Censo de 2010 tenía una población de 88 habitantes y una densidad poblacional de 399,73 personas por km².

## Geografía
Idalia se encuentra ubicado en las coordenadas 39°42′11″N 102°17′38″O / 39.70306, -102.29389. Según la Oficina del Censo de los Estados Unidos, Idalia tiene una superficie total de 0.22 km², de la cual 0.22 km² corresponden a tierra firme y (0%) 0 km² es agua.

## Demografía
Según el censo de 2010, había 88 personas residiendo en Idalia. La densidad de población era de 399,73 hab./km². De los 88 habitantes, Idalia estaba compuesto por el 96.59% blancos, el 0% eran afroamericanos, el 0% eran amerindios, el 0% eran asiáticos, el 0% eran isleños del Pacífico, el 3.41% eran de otras razas y el 0% pertenecían a dos o más razas. Del total de la población el 25% eran hispanos o latinos de cualquier raza.